# Xenoarcheologia

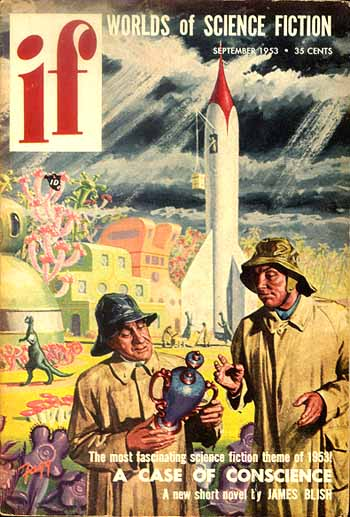
Copertina della rivista If (settembre 1953)

La xenoarcheologia o esoarcheologia, detta anche archeologia spaziale, è una disciplina scientifica ipotetica, principalmente presente nella fantascienza. È ipotizzata come un settore dell'archeologia che avrebbe come oggetto i resti materiali di civiltà aliene e come campo di azione corpi celesti come asteroidi o altri pianeti.
Non va confusa con l'archeoastronomia, che è invece l'attuale disciplina che studia le concezioni che le antiche civiltà avevano dei fenomeni astronomici, né con la cosiddetta archeologia misteriosa o pseudoarcheologia, una disciplina pseudoscientifica.
Il concetto di xenoarcheologia è analogo a quello di "xenobiologia" (o esobiologia, che tuttavia costituisce anche un campo speculativo della biologia reale), o di "xenolinguistica".
Un esempio di xenoarcheologia è rappresentato nella seconda parte del film 2001: Odissea nello spazio, quando sulla superficie lunare si ha il ritrovamento di un grande monolito nero sotterrato ad arte in tempi remoti.
Tra gli scrittori di fantascienza che si sono particolarmente dedicati al tema dell'archeologia spaziale è possibile citare Jack McDevitt. Anche vari autori legati all'ufologia hanno scritto su questo tema, soprattutto in relazione alla controversa teoria degli antichi astronauti.

## Esempi nella fantascienza
Nella fantascienza i temi legati alla xenoarcheologia sono comuni.
Le opere sull'esplorazione di enigmatici artefatti extraterrestri sono ironicamente inserite nella categoria del Big Dumb Object ("grande oggetto muto").
Alcuni dei più significativi esempi di xenoarcheologia immaginaria sono il romanzo di Arthur C. Clarke Incontro con Rama, il racconto Omnilingue di H. Beam Piper e il ciclo dell'Heritage Universe di Charles Sheffield.
I romanzi fantascientifici di Jack McDevitt spesso sono incentrati su misteri storici ed archeologici umani o alieni.

### Letteratura
Esempi di opere fantascientifiche incentrate sul tema (dove non specificato, si tratta di romanzi):
- Le cripte di Yoh-Vombis (The Vaults of Yoh-Vombis, Weird Tales, maggio 1932),[2] racconto di Clark Ashton Smith
- Alle montagne della follia (At the Mountains of Madness, 1931, pubbl. 1936), racconto di H. P. Lovecraft
- Crociera nell'infinito (The Voyage of the Space Beagle, 1939-1950) di A. E. van Vogt
- La sentinella (The Sentinel, 1948), racconto di Arthur C. Clarke
- Omnilingue (Omnilingual, 1957), racconto di H. Beam Piper
- 2001: Odissea nello spazio (1968) di Arthur C. Clarke
- Incontro con Rama (Rendezvous With Rama, 1972) di Arthur C. Clarke
- Reliquia dell'Impero

di Larry Niven (antologia, Urania)
- La porta dell'infinito (Gateway, 1976) di Frederik Pohl
- Lo scheletro impossibile (Inherit The Stars, 1977) di James Patrick Hogan
- Strata (1981) di Terry Pratchett
- I romanzi di Jack McDevitt, a partire da The Hercules Text (1986), tra i quali Seeker (Premio Nebula 2006)
- Le rovine di Isis (The Ruins of Isis, 1987) di Marion Zimmer Bradley
- The Past of Forever (Children of the Stars, libro 4, 1989) di Juanita Coulson
- Pianeta di caccia (Grass, 1989) di Sheri S. Tepper
- Il ciclo dell'Heritage Universe (1990-2002) di Charles Sheffield
- Trilogia de L'alba della notte (The Night's Dawn Trilogy, 1996-1999) di Peter F. Hamilton
- Rivelazione (Revelation Space, 2000) di Alastair Reynolds
- Saga of Seven Suns (2002-2007; in particolare il primo libro Hidden Empire, 2002) di Kevin J. Anderson
- Wasteland of Flint (2003)[3] e House of Reeds (2004)[4] di Thomas Harlan
- Angeli spezzati (Broken Angels, 2003) di Richard Morgan

### Filmografia
- L'astronave degli esseri perduti (Quatermass and the Pit, 1967) di Roy Ward Baker
- 2001: Odissea nello spazio (2001: A Space Odyssey, 1968) di Stanley Kubrick, in cui viene rinvenuto un monolito nel cratere Tycho sulla Luna.
- Alien (1979) di Ridley Scott
- Atto di forza (Total Recall, 1990) di Paul Verhoeven, in cui vi sono testimonianze di un'antica civiltà estinta su Marte, che ha lasciato una enorme macchina per terraformare il pianeta.
- Stargate (1994) di Roland Emmerich
- Il quinto elemento (Le cinquième élément, 1997) di Luc Besson. In Egitto sono conservati quattro manufatti alieni di grande potere.
- Mission to Mars (2000) di Brian De Palma
- Fantasmi da Marte (Ghosts of Mars, 2001) di John Carpenter
- Alien vs. Predator (2004) di Paul W. S. Anderson
- Doom (2005) di Andrzej Bartkowiak
- Indiana Jones e il regno del teschio di cristallo (Indiana Jones and the Kingdom of the Crystal Skull, 2008) di Steven Spielberg. Il celebre archeologo rinviene a Nazca in Perù il teschio di cristallo di Akator, un oggetto leggendario oggetto di venerazione e paura che si scopre essere di origine aliena.
- Captain America - Il primo Vendicatore (Captain America: The First Avenger, 2011) di Joe Johnston. L'antagonista Teschio Rosso mira a conquistare il mondo potenziando il suo arsenale con il Cubo cosmico, lasciato nell'antichità sulla Terra da Odino e tenuto nascosto in una chiesa a Tønsberg da una setta di adulatori.
- Prometheus (2012) di Ridley Scott
- Star Trek Beyond (2016) di Justin Lin
- Alien: Covenant (2017) di Ridley Scott

#### Televisione
- Stargate SG-1 e i suoi spin-off Stargate Atlantis e Stargate Universe.
- Vari episodi di Star Trek. Nella serie Star Trek: The Next Generation, il capitano Jean-Luc Picard è appassionato di archeologia su altri mondi, dedicando a quest'attività le proprie rare vacanze. Nella serie Star Trek: Deep Space Nine, il personaggio di Jadzia Dax possiede tra le altre una laurea in esoarcheologia.
- Nella serie animata Steven Universe viene progressivamente rivelato che nell'antichità delle Gemme ribelli hanno lottato per impedire la colonizzazione della Terra, il protagonista e le tre Gemme che convivono con lui scoprono varie strutture (tra queste un'antica base lunare) e tecnologie lasciate dalle Gemme durante il conflitto.
- Vari episodi di Babylon 5
- Doctor Who
- Babil Junior
- Densetsu kyojin Ideon

### Videogiochi
- Rendezvous with Rama (1984) e RAMA (1996) sono ispirati al romanzo di Clarke.
- Wing Commander: Privateer (1993)
- Alien Legacy (1994)
- The Dig (1995)
- Star Trek: A Final Unity (1995)
- Freelancer (2003)
- Star Wars: Knights of the Old Republic (2003)
- Doom 3 (2004)
- Resistance: Fall of Man (2006)
- Halo 3 (2007)
- In Mass Effect (2007) scoprire misteri di un'antica razza estinta, conosciuta come i Protheans, ha un'importanza significativa nella trama; inoltre uno dei personaggi della squadra è uno xenoarchaeologo.
- In Dead Space (2008) un elemento importantissimo nella trama della trilogia è senza dubbio il Marchio, un curioso monolite di origine sconosciuta con effetti disastrosi sulle forme di vita.
- In Stellaris (2016) sono presenti vari eventi e anomalie a sfondo archeologico. Inoltre assieme al DLC Ancient Relics sono stati aggiunti come meccaniche i siti archeologici e le reliquie spaziali.